# 가미분카미야마촌
가미분카미야마촌(上分上山村)은 도쿠시마현 묘자이군에 있던 촌이다. 1955년 3월 31일, 묘자이군 가미야마정에 편입해 소멸하였다.

## 역사
- 1889년 10월 1일 - 정촌제 시행에 의해 묘자이군 가미분카미야마촌이 성립하였다.
- 1955년 3월 31일 - 아노촌, 진료촌,시모분카미야마촌,오로노촌과 합병해 가미야마정이 되어 소멸하였다.

## 교통

### 도로
- 국도 제193호선
- 국도 제438호선
- 도쿠시마현도 제253호선

## 참고문헌
- 『市町村名変遷辞典』東京堂出版、1990年。